# 3274 Maillen
3274 Maillen este un asteroid din centura principală, descoperit pe 23 august 1981, de Henri Debehogne.